# Chiesa di Santo Stefano (Capri)
La chiesa di Santo Stefano è una chiesa monumentale di Capri: è la più grande chiesa dell'isola, è sede parrocchiale ed è stata cattedrale della diocesi di Capri dal 1560 al 1818.

## Storia
Sullo stesso luogo dove sorge la chiesa di Santo Stefano, in origine doveva esistere un'altra chiesa dedicata a santa Sofia ed un vecchio monastero benedettino, risalente al 580, di cui rimane solo il campanile sulla Piazzetta: la nuova chiesa fu costruita nel 1688 su progetto dell'architetto Francesco Antonio Picchiatti e completata, grazie alla realizzazione da parte di Marziale Desiderio, nel 1697; fu consacrata dal vescovo Michele Vandeneyndel il 17 maggio 1723, diventando cattedrale di Capri. Tuttavia i lavori di completamento definitivo si protrassero fino al 1751, quando fu sistemato il coro e alcuni accorgimenti all'interno; nel 1818, con la soppressione della diocesi di Capri, perse la sua funzione di sede vescovile.

## Struttura

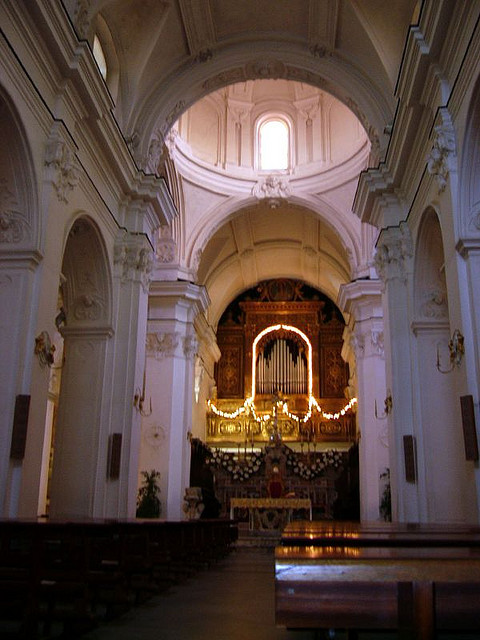
L'interno

La facciata della chiesa di Santo Stefano si presenta divisa in due da una trabeazione: la parte inferiore è caratterizzata da un portale principale, decorato con finti riquadri in marmo e due laterali, sormontati da nicchie nelle quali sono contenute statue di santi ed una serie di lesene, mentre la parte superiore, più piccola rispetto a quella sottostante, presente una ampio finestrone centrale e termina alle estremità con delle volute; su tutta la facciata sono riconoscibili diverse decorazioni in stucco.
All'interno la chiesa si presenta a croce latina, divisa in tre navate, dove quella principale è coperta da una volta a botte, mentre le due laterali, dove si aprono quattro cappelle su ogni lato, sono coperte da una serie di cupole: all'esterno, tali cupole, sono caratterizzate da tamburi con solchi verticali e contrafforti ad arco; la cupola principale, estradossata, si trova all'incrocio tra la navata centrale e il transetto.
La zona dell'altare maggiore è a forma di abside rettangolare: la mensa è stata realizzata tramite una colonna in marmo giallo proveniente dalla chiesa di San Costanzo, mentre la pavimentazione è in marmo policromo, proveniente da Villa Jovis; alle spalle dell'altare si trova l'organo. Nella navata di destra la prima cappella è dedicata a San Michele Arcangelo, con dipinto di Paolo De Matteis, la seconda è intitolata alla Vergine Maria e reca sull'altare una tela del XIX secolo raffigurante la Madonna tra gli angeli; segue la cappella della Madonna del Carmine, con dipinto della Vergine del Carmelo tra le anime del Purgatorio, sempre di fattura del De Matteis e la cappella del Sacro Cuore di Gesù, la quale, sulle pareti laterali, contiene dei reliquiari in legno risalenti al XVII secolo ed altri reliquiari, sempre in legno, a forma di statue di santi, tra cui quello del Sacro Cuore, opera di Giacomo Colombo, in origine raffigurante il Salvatore e poi riadattato. La prima cappella della navata di sinistra ospita una tavola del XV secolo effigiante Sant'Antonio e San Michele con in mezzo la Madonna col Bambino, la cui leggenda narra sia tornata miracolosamente al suo posto dopo essere stata gettata dai corsari in una rupe, nella seconda cappella è presente il fonte battesimale ed è adornata con un dipinto che riproduce il battesimo di Gesù, opera della scuola del Solimena, la terza cappella è dedicata a san Nicola di Bari e la quarta è dedicata a san Giuseppe, con raffigurazioni della Sacra Famiglia sull'altare, di Maria ed il Bambino tra san Giuseppe e san Francesco sul lato destro e il transito di san Giuseppe sulla parete sinistra.
La parte destra del transetto è impreziosita da una tela di Andrea Malinconico, raffigurante Sant'Andrea ed una di Giacomo Farelli, rappresentate il martirio di san Giovanni, oltre ad un'epigrafe che ricorda la consacrazione della chiesa; sullo stesso lato del transetto si apre la cappella del Santissimo Crocifisso: sull'altare è posta una pala del VII secolo che ritrae Maria, Giovanni e Maria Maddalena ai piedi della croce, un crocifisso in legno del 1691 realizzato da Giacomo Colombo e, sulle pareti, le tombe di Giacomo e Vincenzo Arcucci, realizzate nel 1612 da Michelangelo Naccherino e trasferiti dalla certosa di San Giacomo nel 1891; interessante la prima tomba dove è una riproduzione della certosa posta nelle mani del suo fondatore. Nella parte sinistra del transetto si trova l'altare contenente le reliquie di san Costanzo, ornato con una tela di Giacomo Farelli che raffigura il santo mentre scaccia i saraceni e con la statua in argento impreziosita di zaffiri e granati; anche in questo lato del transetto si apre una cappella, dedicata al Santissimo Sacramento: sull'altare è un dipinto raffigurante la Madonna del Rosario, mentre ai lati uno rappresentante Gesù fanciullo, uno Maria Immacolata ed uno San Gioacchino e Sant'Anna, della scuola di Luca Giordano.